# Риженко Федір Данилович
Федір Данилович Риженко (31 жовтня 1913, с. Омелянівка, Крим — 1987, Москва) — радянський історик і педагог, фахівець в області історії КПРС, Багаторічний ректор МГІМО.

## Ранні роки
Народився в 1913 році сім'ї селянина села Омелянівка, Андріївська волості Феодосійського повіту, Таврійської губернії. З раннього дитинства працював за наймом. У 1930 році, у віці 17 років, був відправлений по мобілізації[прояснити] на будівництво Харківського тракторного заводу, Де працював шліфувальником (За іншими даними — фрезерувальником). У 1932 році вступив в Харківський планово-економічний інститут; з другого курсу був направлений[прояснити][ким?] в Оржицький райком Комсомолу (Харківська область), Де вів культпросветработу. У 1935 році призваний в РККА. після демобілізації поступив на вечірнє відділення історичного факультету Харківського державного університету, Працюючи науковим співробітником Історичного музею Харкова. У 1940—1941 роках був слухачем Вищої партійної школи, Яку закінчив одночасно з Харківським університетом.

## Кар'єра
Ф. Д. Риженко пройшов шлях від рядового викладача-просвітника до керівника провідного столичного ВУЗу:
- 1941—1943: викладач
- 1943—1948: заступник завідувача управління пропаганди і агітації ЦК ВКП (б)[1],
- 1947: Захистив дисертацію на здобуття наукового ступеня кандидата історичних наук,
- 1948: завідувач відділом підготовки кадрів ВЦРПС; за сумісництвом, завідувач кафедри історії КПРС МГИМО.
- 1949: викладач історії КПРС в МДІМВ.
- 1950: присвоєно вчене звання доцента
- 1960: присвоєно вчене звання професора,
- 1958: завідувач кафедри історії КПРС МГИМО
- 1958 : Ректор МДІМВ (10 січня 1958 — 25 травня 1963)
- 1963 (з 15 квітня): ректор Інституту суспільних наук при ЦК КПРС (ДОН), за сумісництвом — ректор МДІМВ).
- 1975: до своєї кончини в 1987 році продовжував науково-викладацьку діяльність в ряді московських вузів.

## Зовнишни посилання
- А. А. Ахтамзян, В. А. Трофимов «Федор Данилович Рыженко — наш ФДР»